# Echinosaura horrida
Echinosaura horrida är en ödleart som beskrevs av  George Albert Boulenger 1890. Echinosaura horrida ingår i släktet Echinosaura och familjen Gymnophthalmidae.
Denna ödla förekommer i sydvästra Colombia och nordvästra Ecuador. Arten lever i kulliga regioner och i bergstrakter mellan 200 och 1650 meter över havet. Den vistas i regnskogar och gömmer sig ofta i lövskiktet nära vattendrag. Echinosaura horrida simmar ofta.
Beståndet hotas i viss mån av skogsröjningar och vattenföroreningar. I regionen inrättades flera skyddszoner. IUCN listar arten som livskraftig (LC).

## Underarter
Arten delas in i följande underarter:
- E. h. horrida
- E. h. palmeri
- E. h. panamensis